# Partit dels Roma
El Partit dels Roma (romaní Partida le Romange, romanès Partida Romilor) és un partit polític de Romania, fundat el 1990 com a Partit Roma Socialdemòcrata (Partida Romilor Social-Democrată), i que té un escó a la Cambra de Diputats de Romania amb altres Partits de les Minories Ètniques de Romania. Defensa els drets dels gitanos de Romania.
Fou fundat el 1990, després de la revolució romanesa de 1989 i actualment és l'associació que representa oficialment la minoria roma i, en conseqüència, té reservat un escó a la Cambra de Diputats, independentment del seu acompliment electoral. El partit s'ha presentat a totes les eleccions des del 1992, però mai ha superat el llindar del 5% necessari per obtenir escons addicionals. A les eleccions legislatives de 2000 i 2004, el Partit dels Roma van signar un protocol de suport electoral recíproc amb el Partit Socialdemòcrata.
El seient reservat l'ha ocupat Gheorghe Răducanu el 1992-1996, Madalina Voicu el 1996-2000, i Nicolae Păun en 2000-2004 i des de 2004. El partit té representants a nivell local.